# Tigrioides brevipennis
Tigrioides brevipennis är en fjärilsart som beskrevs av Pieter Cornelius Tobias Snellen 1880. Tigrioides brevipennis ingår i släktet Tigrioides och familjen björnspinnare. Inga underarter finns listade i Catalogue of Life.